# Gustavo Capdeville
Gustavo Alexandre Cascão Capdeville (* 31. August 1997 in Lissabon) ist ein portugiesischer Handballspieler.

## Karriere

### Verein
Gustavo Capdeville begann im Jahr 2009 mit dem Handball bei Benfica Lissabon, wo er alle Nachwuchsmannschaften durchlief. In der Saison 2014/15 gab der 1,90 m große Torwart seinen Einstand in der ersten portugiesischen Liga, der Andebol 1, und im Europapokal, dem EHF Challenge Cup 2014/15. In der Saison 2015/16 gewann er mit Benfica den portugiesischen Pokal und in der Saison 2016/17 den portugiesischen Supercup. Im EHF Challenge Cup 2015/16 unterlag das Team in den rein portugiesischen Finalspielen Académico Basket Clube. Capdeville kam in diesem Wettbewerb als dritter Torhüter allerdings nicht zum Einsatz. Ab 2017 wurde er für zwei Spielzeiten an den Ligakonkurrenten Madeira Andebol SAD ausgeliehen. Mit der Mannschaft aus Funchal erreichte er im EHF Challenge Cup 2017/18 das Halbfinale und im EHF Challenge Cup 2018/19 die Finalspiele, in denen Madeira nach einem 22:22 im Hinspiel mit 20:26 beim rumänischen Verein CSM Bukarest unterlag. Seit 2019 läuft er wieder für Benfica auf. In der Andebol 1 gelang dreimal in Folge der dritte Platz, im Pokal unterlag man 2021 dem FC Porto im Endspiel. In der EHF European League 2021/22 gelang mit einem 40:39-Sieg nach Verlängerung über den deutschen Vertreter SC Magdeburg der erste Europapokaltriumph der Vereinshistorie im Handball. 2022 gewann man den portugiesischen Supercup.

### Nationalmannschaft
Mit der portugiesischen Nationalmannschaft nahm Capdeville an den Europameisterschaften 2020 (6. Platz) und 2022 (19. Platz) sowie der Weltmeisterschaft 2021 (10. Platz) teil. Bei den Olympischen Spielen 2021 in Tokio erreichte er mit Portugal den 9. Platz. Bei der Weltmeisterschaft 2025 kam er in neun Spielen zum Einsatz und erreichte mit dem vierten Platz die beste Platzierung der portugiesischen Mannschaft bei einer WM.
Bisher bestritt er 65 Länderspiele.